# هارولد إل. غودوين
هارولد إل. غودوين (بالإنجليزية: Harold L. Goodwin)‏ (1914 - 1990)؛ كاتِب مُتخصِّص في أدب الأطفال وروائي أمريكي.